# Jönnek a férgek
A Jönnek a férgek a Tankcsapda 1994-ben megjelent harmadik stúdióalbuma. Ezen a lemezen szerepel először teljes jogú tagként Molnár "Cseresznye" Levente gitáros. Az eredeti Tankcsapda-basszusgitáros Labi 1993-as kiválása után Lukács László énekes lépett a helyébe.
A megszokott punkos rock and roll számok mellett a zenekar történetében először ezen az albumon hallhatóak olyan kifejezetten heavy metal stílusú dalok, mint a címadó Jönnek a férgek, vagy a Pantera-súlyú Csak neked átdolgozása. De nem csak zenében, hanem a szövegekben is durvult a Tankcsapda. Az albumhoz két videóklipet is forgattak, a Hiába szóltam, valamint az azóta klasszikus Tankcsapda-slágerré vált Kapd be a horgot! dalokhoz.
A Jönnek a férgek volt az első Tankcsapda-album, amely CD formátumban is megjelent.

## Az album dalai
1. Voltam már bajban – 3:27
2. Jönnek a férgek – 4:24
3. Hóesés – 5:22
4. Hiába szóltam – 2:52
5. Van ördög, van isten – 3:44
6. Csak neked (a Coffin Break "For Beth" c. dalának magyar változata) – 4:07
7. Ki csinál rendet? – 3:05
8. Tedd meg (a kedvemért) – 3:28
9. Kapd be a horgot – 4:25
10. Ezen a földön – 5:16
11. Rohadt a hely – 4:59

## Közreműködők
- Lukács László – basszusgitár, ének
- Molnár "Cseresznye" Levente – gitár
- Buzsik György – dobok